# Лесьна-Жека
Лесьна-Жека (пол. Leśna Rzeka) — село в Польщі, у гміні Сецехув Козеницького повіту Мазовецького воєводства.
У 1975-1998 роках село належало до Радомського воєводства.